# Dipseudopsis immaculata
Dipseudopsis immaculata är en nattsländeart som beskrevs av Georg Ulmer 1905. Dipseudopsis immaculata ingår i släktet Dipseudopsis och familjen Dipseudopsidae. Inga underarter finns listade i Catalogue of Life.